# Kaadé
Kaadé est une localité de l'ouest de la Côte d'Ivoire, et appartenant au département de Guiglo, Région du Moyen Cavally. La localité de Kaadé est un chef-lieu de commune.